# SINTEF

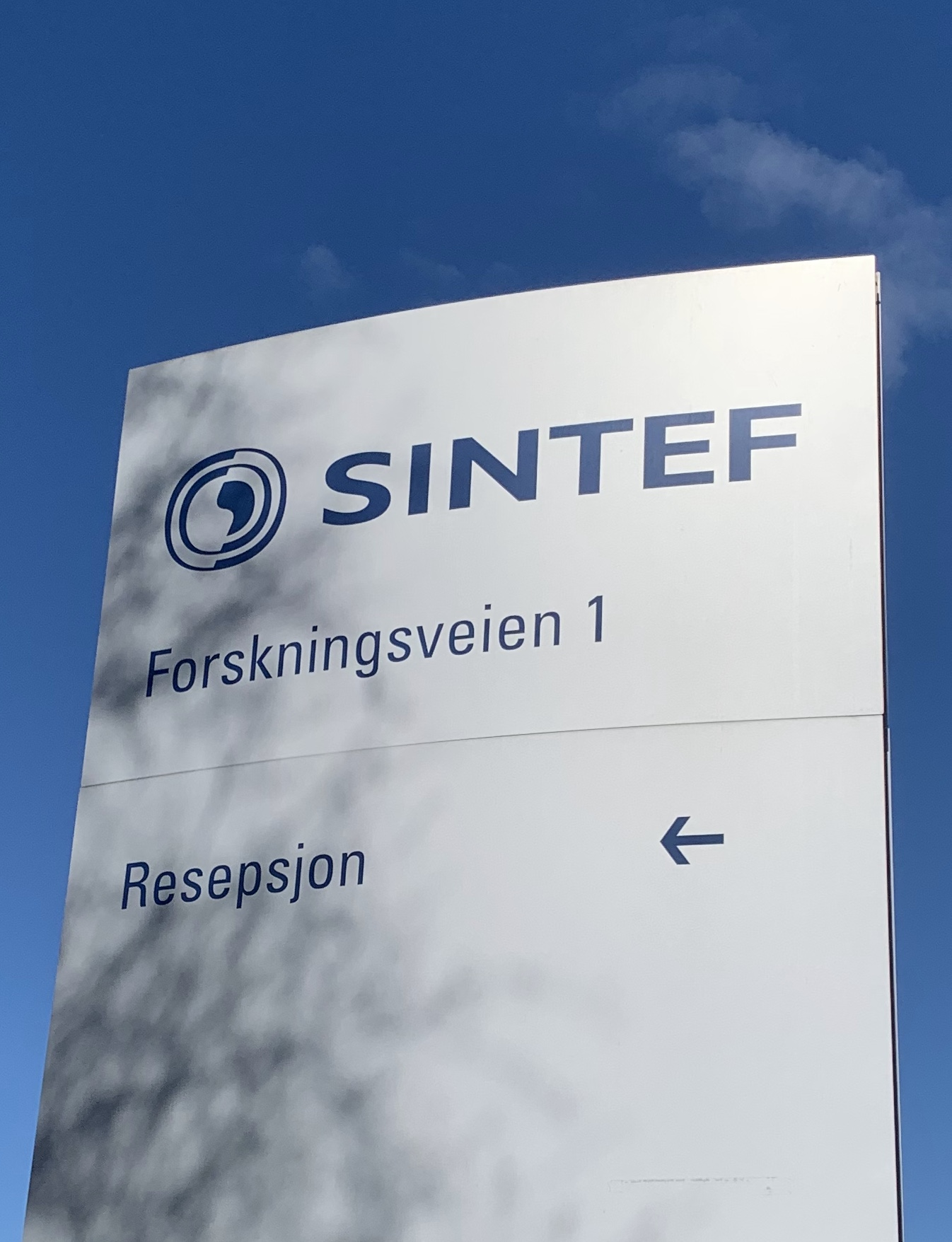

SINTEF ist eine unabhängige Forschungsorganisation Norwegens und die größte Skandinaviens. Sie wurde 1950 gegründet und hat ihren Hauptsitz in Trondheim. Es besteht eine enge Zusammenarbeit mit der Technisch-Naturwissenschaftlichen Universität Norwegens. Geleitet wird sie seit 2016 von Alexandra Bech Gjørv.

## Geschichte
Bis zum Zweiten Weltkrieg gab es in Norwegen zwar mit der Norwegischen Technischen Hochschule (Norges Tekniske Høgskole) in Trondheim bereits eine technische Hochschule, diese konzentrierte sich jedoch vor allem auf die Ausbildung. Industrielle Forschung wurde nur von einzelnen Unternehmen betrieben. Nach dem Zweiten Weltkrieg wuchs der Bedarf an naturwissenschaftlicher Forschung, da man die Rolle des technischen Fortschritts im Krieg erkannte. So wurden im Jahr 1946 etwa das Forsvarets forskningsinstitutt (FFI) und der Norges Teknisk-Naturvitenskapelige Forskningsråd (NTNF) gegründet.
Der NTNF beschloss, ein zentrales Forschungsinstitut zu etablieren. Es bestand jedoch Uneinigkeit darüber, ob dieses in Trondheim oder Oslo gegründet werden sollte. Im Jahr 1950 entstand schließlich das Sentralinstituttet for industriell forskning (SI) in Oslo, wo sich die größten Industriebetriebe des Landes befanden. Die NTH gründete als Reaktion darauf im selben Jahr die Selskapet for industriell og teknisk forskning ved NTH (SINTEF). Sie sollte für die Auftragsforschung der Professoren der NTH dienen.
In den 1970er-Jahren setzte SINTEF stark auf die Forschung im Erdöl- und Erdgasbereich und wuchs zum führenden Forschungsinstitut für die norwegische Wirtschaft heran. In dieser Zeit entstanden Anlagen wie das Havlaboratoriet und Flerfaselaboratoriet. Zudem wurde SINTEF in dieser Zeit auch in gesellschaftswissenschaftlicher Forschung tätig. Unter anderem wurde das Institutt for Industriell Miljøforskning (IFIM), ein Forschungsinstitut für Umweltforschung, gegründet. Im Jahr 1980 wurde SINTEF eine Stiftung und es erfolgte die Umbenennung zu Stiftelsen for industriell og teknisk forskning ved Norges tekniske høgskole. In den 1980er-Jahren begann SINTEF auch im medizinischen Bereich zu forschen.
Im Jahr 1985 wurde SINTEF umstrukturiert. Drei Forschungsinstitute, nämlich das Norges Skipstekniske Forskningsinstitutt (MARINTEK), das Elektrisitetsforsyningens Forskningsinstitutt (EFI) und das Institutt for Kontinentalsokkelundersøkelser (IKU), wurden zu Aktiengesellschaften mit SINTEF als Haupteigentümer.
Im Jahr 1993 fusionierten SI und SINTEF. Dies führte dazu, dass SINTEF mehrere Standorte erhielt und sich die Zusammenarbeit mit der Universität Oslo verstärkte. Im Jahr 1996 wurde SINTEF umstrukturiert, wobei zwölf weitgehend autonome Institute entstanden. In den Jahren 1999 und 2006 wurden die beiden Aktiengesellschaften SINTEF Fiskeri og havbruk und SINTEF Byggforsk etabliert. Bei weiteren Reorganisationen sank die Zahl der Institute.
Im Jahr 2008 erfolgte eine erneute Umbenennung und SINTEF wurde der volle Name der Organisation.

## Organisation
Im Jahr 2021 hatte SINTEF rund 2200 Mitarbeiter. 70 % davon waren Forscher. SINTEF ist in sechs Institute gegliedert:
- SINTEF Community
- SINTEF Digital
- SINTEF Energi
- SINTEF Industri
- SINTEF Manufacturing
- SINTEF Ocean